# Voutré

Voutré este o comună în departamentul Mayenne, Franța. În 2009 avea o populație de 874 de locuitori.